# Provida Mater Ecclesia
Provida Mater Ecclesia (en français : L'Église Mère attentive) est une constitution apostolique concernant les instituts séculiers, promulguée par le pape Pie XII, le 2 février 1947. Le titre est tiré de la première ligne du décret (incipit), comme le veut l'usage des écrits de l'Église catholique.